# 阿尔泰大黄
阿尔泰大黄（学名：Rheum altaicum），为蓼科大黄属下的一个植物种。其种加词“altaicum”意为“阿尔泰的”。